# Fuga dal mondo dei sogni
Fuga dal mondo dei sogni (Cool World) è un film in tecnica mista del 1992 diretto da Ralph Bakshi. Nel film i cartoni animati interagiscono con attori in carne e ossa (tra cui Gabriel Byrne, Brad Pitt e Kim Basinger).

## Trama
Siamo a Las Vegas nel 1945. Un aereo che trasporta i militari atterra all'aeroporto militare della città dove tutti aspettano il ritorno dei loro cari; tra di loro c'è anche una signora che attende il ritorno del figlio: costui è Frank Harris, uno dei protagonisti della storia.
Messosi gli abiti civili in favore di quelli militari, Frank ha l'idea di mostrare alla madre la motocicletta vinta ad una partita di poker in Italia decidendo, con il consenso della madre, di portarla a fare un giro prima della cena. Così, mentre i due stanno viaggiando, un'auto con alla guida un ubriaco sbanda e centra in pieno Frank e la madre. Mentre l'ambulanza cerca di rianimare senza successo la donna, Frank viene inavvertitamente trasportato in un'altra dimensione; piangendo la morte della madre, si trova faccia a faccia con alcuni tipi strambi: questi tipi strambi sono in realtà cartoni e il viaggio inaspettato ha portato Frank a "Mondo Furbo" (Cool World in originale). A capo di quel mondo strambo, c'è il dottor Whiskers che ha portato lì Frank per sbaglio grazie allo "Spillo del Potere", un aggeggio da lui inventato che ha il potere di compiere dei viaggi tra la dimensione animata e la dimensione reale. Mentre chiacchierano, Whiskers decide che Frank è il candidato ideale per proseguire la sua opera a Mondo Furbo, grazie anche per il fatto che era un veterano della II guerra mondiale e lo fa rimanere nel suo mondo dandogli l'incarico di detective della Polizia di Cool World.
47 anni sono passati dal viaggio di Frank a Mondo Furbo, ed egli è diventato uno dei più importanti detective riuscendo a mantenere l'ordine e la legge in quel mondo di cartoni strampalati; vive una vita tranquilla, ha per partner sul lavoro un ragno animato di nome Nails ed ha una ragazza di nome Lonette che lavora come cameriera allo Slash Club. Però Frank non può coronare il suo sogno d'amore con Lonette perché esiste una regola cardine a Mondo Furbo: i cartoni (doodles) non possono avere relazioni anche sessuali con i "carnosi" (noids) perché ciò favorirebbe uno squilibrio dei due mondi. Tutto cambia un giorno, quando la ballerina e femme fatale animata Holli Would fa arrivare a Mondo Furbo un disegnatore di nome Jack Deebs. Deebs, anche lui di Las Vegas proprio come Frank, è in prigione dove sta scontando una pena per omicidio per aver ucciso l'amante della moglie, dopo averlo beccato a letto con la coniuge; in prigione, ha modo di costruire un mondo tutto suo arrivando a credere che ha inventato Mondo Furbo e dando vita ad una serie di fumetti che hanno un grande successo di pubblico. Arrivato allo Slash Club, Deebs trova Holli ballare ma la visione dura pochissimo in quanto è trasportato nuovamente nella sua cella. 
Volendo chiarire la faccenda, Frank va da Holli trovandola intenta a ballare sulle note della canzone di Marilyn Monroe "Let's Make Love", vestita con una replica dell'abito della diva hollywoodiana; lei gli racconta che, da sempre affascinata dalla favola di Vegas Vinnie, ha sempre voluto vivere nel mondo reale per avere certe esperienze e toccare con mano qualsiasi cosa. Nonostante le avances, Frank non cede perché sa che Holli è "uno spreco di inchiostro" e così Holli decide di ripiegare su Deebs, vedendolo desideroso di affetto. Così, dopo essere stato scarcerato, Jack arriva a Mondo Furbo dove conosce gli altri personaggi legati alla gang di Holli come Slash. Deebs conosce Holli meglio, anche se la donna non gli rivela il suo vero piano così fa finta di innamorarsi di lui. Andando allo Slash Club per passare una bella serata, Deebs trova Harris che gli rammenta la regola cardine della relazione tra carnosi e cartoni, trovandogli anche una penna in tasca: sebbene possa essere innocua, la penna è pericolosa, quasi quanto una pistola. 
Però Holli non cede nel suo intento e, anche se Frank l'ammonisce nuovamente, alla fine riesce a consumare un rapporto con Jack diventando un'umana: poco dopo, saluta i suoi amici che la definiscono "orrenda" perché non ha più le fattezze da cartone animato, e, fregando la penna a Deebs, risucchia Nails che era venuto per arrestarla dopo la soffiata di Sparks, il suo manager. Tornati a casa di Jack, Holli incontra la vicina di casa di Jack, Jennifer che non riesce a prenderla in simpatia e la donna ex cartone inizia a comportarsi in maniera imbarazzante arrivando persino a duettare con il figlio di Frank Sinatra, cantando "Let's Make Love". Mentre esce con Jack, i due tendono a trasformarsi in cartoni perché si è incrinato l'equilibrio tra i due mondi, e Jack l'avverte di fermarsi ma con il risultato che tra i due c'è l'inevitabile rottura: tornato a casa, Jack viene arrestato da Frank che era tornato nel mondo reale grazie allo Spillo e i due, assieme a Jennifer, pianificano di fermare Holli, dato che Jack ha scoperto il vero piano della donna.
Come già sappiamo, Holli voleva trovare lo Spillo del Potere che era nascosto all'Union Plaza Hotel di Las Vegas, dove Vegas Vinnie che in realtà è il dottor Whiskers l'aveva nascosto affinché potesse liberare i cartoni nel mondo reale; dopo essere riuscita a trovare lo Spillo nascosto nell'insegna, Holli tenta di prenderlo neutralizzando Whiskers con la penna di Jack ma arriva Frank che cerca di fermarla. Facendo credere però che era in pericolo, Frank cade nella sua trappola e Holli lo fa cadere dall'hotel, morendo sul colpo; dopo aver trovato lo Spillo, Jack arriva a fermarla, ma viene trasformato in un supereroe animato. Usando il suo nuovo ego, Jack riesce a rimettere lo Spillo del suo potere a posto, ripristinando l'equilibrio tra i due mondi. Mentre Nails piange la morte di Frank, Whiskers riporta i due a casa, nel Mondo Furbo; lì Lonette si dispera per la morte di Frank, ma ha un'illuminazione: Nails le dice che, per un attimo, Holli era ritornata un cartone e nel Mondo Furbo se un cartone uccide un umano, quest'ultimo diventa un cartone egli stesso. Alla fine, Lonette e Frank, nella sua nuova versione animata, riescono a coronare il loro sogno d'amore, mentre Holli è bloccata in un'altra dimensione con Jack in versione da supereroe, presagendole un futuro assieme a lui cosa di cui Holli non è affatto contenta.

## Produzione
Le scelte originali di Bakshi per la pellicola prevedevano Kim Basinger come Debbie (Holli) e Brad Pitt come Jack Deebs. A Pitt venne assegnata infine la parte di Frank Harris, in quanto la produzione preferì Gabriel Byrne come interprete per Deebs.
La sceneggiatura originale del film era molto più complessa e cruda rispetto a quella definitiva.
Il film prevedeva infatti come protagonista un killer psicopatico nato da un rapporto sessuale tra un essere umano ed un cartone animato.
Il protagonista doveva crescere nel mondo animato covando odio verso il padre che l'aveva abbandonato, ma decideva poi di recarsi nel mondo reale (cosa per lui possibile essendo per metà essere umano) per trovare il padre ed ucciderlo.
Alla fine scopriva di essere un abominio incapace di vivere in entrambi i mondi. 
La storia poi subì pesanti modifiche da parte della produzione e del cast, tra cui soprattutto Kim Basinger che voleva rendere il film adatto anche ad un pubblico di bassa età che andava a trovare in orfanotrofio.
Bakshi, pur appoggiando il pensiero di Basinger, finì per ripudiare il film.

## Distribuzione
Il film è stato distribuito negli Stati Uniti a partire dal il 10 luglio 1992, in Italia dal 12  febbraio 1993.

## Colonna sonora
1. David Bowie – Real Cool World
2. Thompson Twins – Play with Me
3. Electronic e Neil Tennant – Disappointed
4. The Future Sound of London – Papua New Guinea (7" original)
5. Ministry – N.W.O.
6. The Cult – The Witch
7. My Life with the Thrill Kill Kult – Sex on Wheelz (Glamour Dyke mix)
8. Moby – Ah-Ah (Mix 1)
9. Mindless – Mindless
10. Moby – Next Is the E (Long Arms Mix)
11. Da Juice – Do That Thang (Polite Mix)
12. My Life with the Thrill Kill Kult – Her Sassy Kiss
13. Pure – Greedy
14. Brian Eno – Under
15. Tom Bailey – Industry and Seduction
16. Maurice Chevalier – My Ideal
17. My Life with the Thrill Kill Kult – The Devil Does Drugs
18. My Life with the Thrill Kill Kult – Holli's Groove (Strippers Only)
19. My Life with the Thrill Kill Kult – Sedusa (The Smash-Up)
20. Kim Basinger e Frank Sinatra Jr. – Let's Make Love
21. Frank Sinatra Jr. – That Old Magic Black

## Accoglienza

### Incassi
Il film ha aperto al sesto posto del box office nordamericano, con 5,5 milioni di dollari. Il suo incasso totale è stato di 14,1 milioni di dollari, poco più della metà del budget dichiarato di 28 milioni di dollari.

### Critica
Il film ha ricevuto recensioni negative per la storia, la recitazione, l'animazione e la sua combinazione poco convincente con il live-action, anche se la colonna sonora ha ricevuto elogi.
Su Rotten Tomatoes il film ha un indice di gradimento del 4% sulla base di 51 recensioni, con una valutazione media di 3.40 su 10, il consenso critico cita "getta una piccola manciata di scintille visive, ma non sono sufficienti per distrarre dai personaggi sottili della sceneggiatura e dalla trama sparpagliata." Su Metacritic il film ha un punteggio di 28 basato su 15 critici, indicando "recensioni generalmente sfavorevoli". Il pubblico intervistato da CinemaScore ha assegnato al film un voto "C" su una scala da A + a F.
Holli Would si è classificata 11ª nella classifica dei 14 personaggi femminili più sexy secondo il sito TheRichest e 55ª nella classifica dei 100 personaggi più attraenti della storia dei cartoni animati secondo Ranker.

## Riconoscimenti
1992 - Razzie Awards
- Nomination come peggior attrice protagonista (Kim Basinger)

1993 - MTV Movie Awards
- Nomination come attrice più attraente (Kim Basinger)

## Opere derivate
La Ocean Software pubblicò il videogioco ufficiale del film, in tre versioni molto diverse:
- Cool World (1992) per vari computer e per Game Boy
- Cool World (1993) per NES
- Cool World (1993) per SNES

La DC Comics pubblicò il fumetto ufficiale del film, un prequel di 4 numeri, usciti nel 1992 e sceneggiati da Michael Eury.